# Hoyales de Roa
Hoyales de Roa – gmina w Hiszpanii, w prowincji Burgos, w Kastylii i León, o powierzchni 12,78 km². W 2011 roku gmina liczyła 237 mieszkańców.